# Épieds (Eure)
Épieds è un comune francese di 366 abitanti situato nel dipartimento dell'Eure nella regione della Normandia.

## Storia

### Simboli
Lo stemma comunale è stato adottato il 4 aprile 2014.
È raffigurato l'obelisco eretto ad Épieds nel 1804 per commemorare la battaglia di Ivry del 1590.

## Società

### Evoluzione demografica
Abitanti censiti